# Wolf Liebeschuetz
Wolf Liebeschuetz (John Hugo Wolfgang Gideon Liebeschuetz, * 22. Juni 1927 in Hamburg; † 11. Juli 2022 in Nottingham) war ein britischer Althistoriker deutscher Herkunft.

## Leben und Wirken
Wolfgang Liebeschuetz wurde am 22. Juni 1927 in Hamburg als erstes Kind des Historikers Hans Liebeschütz und der Ärztin Rahel Liebeschütz-Plaut geboren. Seine Mutter war die erste Frau, die an der Medizinischen Fakultät der Universität Hamburg habilitiert wurde (1923). Sein Vater unterrichtete an diversen Schulen und lehrte auch an der Universität Hamburg, bis er 1934 aufgrund seiner jüdischen Abstammung als Lehrer entlassen wurde. Trotz der zunehmenden Feindseligkeit gegen jüdische Mitbürger in Nazi-Deutschland blieb die Familie in Hamburg. Erst nachdem Hans Liebeschütz zweimal von der Gestapo festgenommen und schließlich vier Wochen lang im Konzentrationslager Sachsenhausen festgehalten worden war, entschloss sich die Familie zur Auswanderung nach England. Wolf Liebeschuetz wurde gemeinsam mit seinen Geschwistern Hugo (* 1929) und Elisabeth (* 1932) vorausgeschickt und erreichte England am 14. Dezember 1938.
1945 erlangte Liebeschuetz die allgemeine Hochschulreife an der Whitgift School in Croydon. Eigentlich hatte er ein Medizinstudium angestrebt, doch nach seinem Wehrdienst, den er in Ägypten absolvierte, entschied er sich 1946 für das Studium der Alten und Mittelalterlichen Geschichte am University College in London, wo Arnold Hugh Martin Jones sein wichtigster akademischer Lehrer war. 1951 machte er seinen Abschluss und erwarb im Folgejahr das Postgraduate Certificate in Education am Westminster College London. Danach kehrte er als Ph.D.-Student an das University College zurück. Sein Betreuer war Arnaldo Momigliano.
Zwischen 1958 und 1963 arbeitete Liebeschuetz als Lehrer. 1963 erhielt er eine Anstellung als wissenschaftlicher Assistent an der University of Leicester. 1979 folgte eine Professur am Institut für Classical and Archaeological Studies an der University of Nottingham; gleichzeitig wurde er mit der Leitung des Instituts beauftragt. 1992 wurde Liebeschuetz emeritiert und noch im selben Jahr Mitglied der British Academy. Er publizierte noch bis ins hohe Alter.
Sein Forschungsschwerpunkt lag auf der römischen Religion der Kaiserzeit und Spätantike und dem Wandel der antiken zur mittelalterlichen Lebenswelt.

## Schriften
- Antioch. City and imperial administration in the later Roman empire. Clarendon Press, Oxford 1972.
- Continuity and Change in Roman Religion. Clarendon Press, Oxford 1979, ISBN 0-19-814822-4.
- Barbarians and Bishops. Army, Church and State in the Age of Arcadius and Chrysostom. Clarendon Press, Oxford 1990, ISBN 0-19-814886-0.
- From Diocletian to the Arab conquest. Change in the late Roman Empire. Variorum, Aldershot 1990, ISBN 0-86078-258-1.
- The Decline and Fall of the Roman City. Oxford University Press, Oxford 2001, ISBN 0-19-815247-7.
- Ambrose of Milan, Political Letters and Speeches (= Translated Texts for Historians. Band 43). Liverpool University Press, Liverpool 2005, ISBN 0-85323-829-4.
- Decline and Change in Late Antiquity. Religion, Barbarians and their Historiography. Ashgate, Aldershot 2006, ISBN 0-86078-990-X.
- Ambrose and John Chrysostom. Clerics between Desert and Empire. Oxford University Press, Oxford 2011, ISBN 978-0-19-959664-5.
- East and West in Late Antiquity (= Impact of empire. Band 20). Brill, Leiden/Boston 2015, ISBN 978-90-04-28292-6 (gesammelte Aufsätze).